# Quarter Moon in a Ten Cent Town
Quarter Moon in a Ten Cent Town is het vijfde studioalbum van de Amerikaanse countrymuzikant Emmylou Harris, uitgebracht in 1978. Het album bereikte nummer 3 in de Billboard-hitlijsten.
Het album leverde drie hitsingles: "To Daddy" (geschreven door Dolly Parton) op nummer 3, "Two More Bottles of Wine" op nummer 1 (de derde nummer één in Harris' carrière), en "Easy From Now On" (mede geschreven door Carlene Carter en Susanna Clark en het nummer waar de titel van het album op gebaseerd is) op nummer 12. 
Ook te horen zijn "One Paper Kid", een duet met Willie Nelson, "Leaving Louisiana in the Broad Daylight", waarmee de Oak Ridge Boys in 1980 nummer 1 zouden bereiken en "I "Ain't Living Long Like This", waarmee Waylon Jennings in 1980 ook de nummer 1-positie zou bereiken. Het schilderij dat voor de albumhoes is gebruikt, is van Susanna Clark.
Bij de 21e Grammy Awards werd het album genomineerd voor Grammy Award voor beste vrouwelijke countryzangeres|, maar de prijs ging naar Dolly Parton voor Here You Come Again.